# Perscheloribates clavatus
Perscheloribates clavatus är en kvalsterart som beskrevs av Hammer 1973. Perscheloribates clavatus ingår i släktet Perscheloribates och familjen Scheloribatidae.

## Underarter
Arten delas in i följande underarter:
- P. c. clavatus
- P. c. torquatus